# Melkdistel
Melkdistel (Sonchus) is een geslacht van kruidachtige planten uit de familie Asteraceae.

De botanische naam Sonchus is de Oud-Griekse naam voor deze planten: σόγχος. De Nederlandse naam heeft de plant te danken aan het witte, zure sap dat het bij een breuk afscheidt.

## Gebruik
De planten zijn gebruikt als veevoer, vooral als voer voor konijnen. De bladeren zijn ook eetbaar voor mensen. Oude bladen zijn bitter, maar jonge bladeren smaken als sla.
In Nieuw-Zeeland eten de Maori's de planten. De planten zijn er bekend onder de naam 'puha'.

Sonchus arvensis, de akkermelkdistel, kan commercieel verbouwd worden.

### Oud volksgeloof
Volgens een oud volksgeloof heeft de plant de eigenschap om bij zogende vrouwen de melkproductie te verhogen, dit is echter onjuist gebleken. Waarschijnlijk is dit bijgeloof ontstaan door het feit dat de plant melksap afscheidt.

## Verspreiding
De soorten komen voor in delen van de Oude Wereld. Buiten de Oude Wereld komen ze voor op de Desventuradaseilanden en de Juan Fernández-archipel, beide gelegen voor de Chileense kust. In veel gebieden worden de planten als onkruid gezien. Ze groeien snel in een grote verscheidenheid aan omgevingen. Hun door de wind verspreide zaden ontkiemen gemakkelijk.
 Hoewel ze als onkruid bekendstaan, kunnen de planten gemakkelijk met de hand verwijderd worden. Vee eet de plant gemakkelijk, en soms zelfs liever dan planten uit de grassenfamilie.
Merk op dat het Engelse Milkthistle op het geslacht Silybum slaat.
Soorten in België en Nederland zijn:
- Akkermelkdistel (Sonchus arvensis)
- Gekroesde melkdistel (Sonchus asper)
- Gewone melkdistel (Sonchus oleraceus)
- Moerasmelkdistel (Sonchus palustris)

## Botanischebeschrijving
Kenmerken zijn onder meer zachte, iets onregelmatig gelobde bladeren die stengelomvattend zijn. Bij jonge planten vormen de bladeren eerst een bladrozet.
De stengels bevatten een melkachtig sap. De afmeting van de bloemhoofdjes varieert van 1-3 cm.
Het zijn alle straalbloemen. Melkdistels zijn algemeen voorkomende, ruderale planten die men in wegbermen en op verwilderde grond aantreft. Ze komen van nature voor op het Euraziatische continent en in Afrika. Wereldwijd komen zij in gematigde klimaatzones voor. Ondanks hun naam zijn het geen echte distels.
Volwassen exemplaren variëren in hoogte van 30-200 cm, afhankelijk van soort en omstandigheid.
De bladkleuren variëren van groen tot paars in oudere planten. Melkdistels scheiden een melkachtige latex af wanneer een deel van de plant beschadigd wordt, en hieraan ontleent de plant zijn naam.

### Determinatie
De in België en Nederland voorkomende melkdistels kunnen onderscheiden worden aan de hand van bloemafmeting, bladvorm, wortelvorm en vorm en kleur van de bladeren.
| Soort                | Diameter bloemhoofdje | Beharing van het omwindsel        | Wortel en uitlopers                | Bladen                                                      | Foto |
| -------------------- | --------------------- | --------------------------------- | ---------------------------------- | ----------------------------------------------------------- | ---- |
| Akkermelkdistel      | 4-5,5 cm              | Gele klierharen                   | Lange witte ondergrondse uitlopers | Stengelbladen hebben afgeronde voet                         |      |
| Moerasmelkdistel     | 2-4 cm                | Zwarte klierharen                 | Penwortel                          | Stengelbladen hebben spitsen aan bladvoet                   |      |
| Gewone melkdistel    | 2-4 cm                | Witte beharing, soms gele knopjes | Penwortel                          | Meestal veerdelig, stompe grote eindslip, dof of grijsgroen |      |
| Gekroesde melkdistel | 2-4 cm                | Witte beharing, soms gele knopjes | Penwortel                          | Blad niet ingesneden, van boven glanzend, donkergroen       |      |

## Soorten
- Sonchus acaulis Dum.Cours.
- Sonchus afromontanus R.E.Fr.
- Sonchus araraticus Nazarova & Barsegyan
- Sonchus arboreus DC.
- Sonchus arvensis L. - Akkermelkdistel
- Sonchus asper (L.) Hill - Gekroesde melkdistel
- Sonchus berteroanus (Decne.) S.C.Kim & Mejías
- Sonchus bipontini Asch.
- Sonchus bornmuelleri Pit.
- Sonchus bourgeaui Sch.Bip.
- Sonchus brachylobus Webb
- Sonchus brachyotus DC.
- Sonchus brassicifolius S.C.Kim & Mejías
- Sonchus briquetianus Gand.
- Sonchus bupleuroides (Font Quer) N.Kilian & Greuter
- Sonchus camporum (R.E.Fr.) Boulos ex C.Jeffrey
- Sonchus canariensis (Webb) Boulos
- Sonchus capillaris Svent.
- Sonchus cavanillesii Caball.
- Sonchus congestus Willd.
- Sonchus crassifolius Pourr. ex Willd.
- Sonchus daltonii Webb
- Sonchus dregeanus DC.
- Sonchus erzincanicus V.A.Matthews
- Sonchus esperanzae N.Kilian & Greuter
- Sonchus fauces-orci Knoche
- Sonchus fragilis Ball
- Sonchus friesii Boulos
- Sonchus fruticosus L.f.
- Sonchus gandogeri Pit.
- Sonchus gigas Boulos ex Humbert
- Sonchus gomeraensis Boulos
- Sonchus grandifolius Kirk
- Sonchus gummifer Link
- Sonchus heterophyllus (Boulos) U.Reifenb. & A.Reifenb.
- Sonchus hierrensis (Pit.) Boulos
- Sonchus hotha C.B.Clarke
- Sonchus hydrophilus Boulos
- Sonchus integrifolius Harv.
- Sonchus jacottetianus Thell.
- Sonchus jainii Chandrab., V.Chandras. & N.C.Nair
- Sonchus kirkii Hamlin
- Sonchus laceratus (Phil.) S.C.Kim & Mejías
- Sonchus latifolius (Lowe) R.Jardim & M.Seq.
- Sonchus leptocephalus Cass.
- Sonchus lidii Boulos
- Sonchus lobatiflorus S.C.Kim & Mejías
- Sonchus luxurians (R.E.Fr.) C.Jeffrey
- Sonchus macrocarpus Boulos & C.Jeffrey
- Sonchus maculigerus H.Lindb.
- Sonchus malayanus Miq.
- Sonchus marginatus (Bertero ex Decne.) S.C.Kim & Mejías
- Sonchus maritimus L.
- Sonchus masguindalii Pau & Font Quer
- Sonchus mauritanicus Boiss. & Reut.
- Sonchus megalocarpus (Hook.f.) J.M.Black
- Sonchus melanolepis Fresen.
- Sonchus micranthus (Bertero ex Decne.) S.C.Kim & Mejías
- Sonchus microcarpus (Boulos) U.Reifenb. & A.Reifenb.
- Sonchus microcephalus Mejías
- Sonchus nanus Sond. ex Harv.
- Sonchus neriifolius (Decne.) S.C.Kim & Mejías
- Sonchus novae-zelandiae (Hook.f.) B.D.Jacks.
- Sonchus obtusilobus R.E.Fr.
- Sonchus oleraceus L. - Gewone melkdistel
- Sonchus ortunoi Svent.
- Sonchus palmensis (Webb) Boulos
- Sonchus palustris L. - Moerasmelkdistel
- Sonchus parathalassius J.G.Costa ex R.Jardim & M.Seq.
- Sonchus pendulus (Sch.Bip.) Sennikov
- Sonchus phoeniciformis S.C.Kim & Mejías
- Sonchus pinnatifidus Cav.
- Sonchus pinnatus Aiton
- Sonchus pitardii Boulos
- Sonchus platylepis Webb & Berthel.
- Sonchus pruinatus (Johow) S.C.Kim & Mejías
- Sonchus pustulatus Willk.
- Sonchus radicatus Aiton
- Sonchus regis-jubae Pit.
- Sonchus regius (Skottsb.) S.C.Kim & Mejías
- Sonchus saudensis Boulos
- Sonchus schweinfurthii Oliv. & Hiern
- Sonchus sinuatus S.C.Kim & Mejías
- Sonchus sosnowskyi Schchian
- Sonchus splendens S.C.Kim & Mejías
- Sonchus stenophyllus R.E.Fr.
- Sonchus suberosus Zohary & P.H.Davis
- Sonchus sventenii U.Reifenb. & A.Reifenb.
- Sonchus tectifolius Svent.
- Sonchus tenerrimus L.
- Sonchus transcaspicus Nevski
- Sonchus tuberifer Svent.
- Sonchus ustulatus Lowe
- Sonchus webbii Sch.Bip.
- Sonchus wightianus DC.
- Sonchus wildpretii U.Reifenb. & A.Reifenb.
- Sonchus wilmsii R.E.Fr.

## Hybriden
- Sonchus × aemulus Merino
- Sonchus × beltraniae U.Reifenb. & A.Reifenb.
- Sonchus × jaquiniocephalus Svent.
- Sonchus × maynari Svent.
- Sonchus × novocastellanus Cirujano
- Sonchus × prudhommei Bouchard
- Sonchus × rokosensis Sutorý
- Sonchus × rotundilobus Popov ex Kovalevsk.
- Sonchus × rupicola (Svent.) A.Santos & Mejías

... · 
S. arvensis (Akkermelkdistel) · 
S. asper (Gekroesde melkdistel) · 
S. oleraceus (Gewone melkdistel) · 
S. palustris (Moerasmelkdistel) · 
...